# Pinacosterna weymanni
Pinacosterna weymanni là một loài bọ cánh cứng trong họ Cerambycidae.